# Australische Cricket-Nationalmannschaft in Indien in der Saison 2023/24
Die Tour der australischen Cricket-Nationalmannschaft nach Indien in der Saison 2023/24 fand in zwei Abschnitten statt. Im ersten vom 22. bis zum 27. September 2023 wurden drei ODIs ausgetragen, vom 23. November bis zum 3. Dezember 2023 folgten dann fünf Twenty20s. Die internationale Cricket-Tour war Bestandteil der internationalen Cricket-Saison 2023/24. Indien gewann die ODI-Serie mit 2−1 und die T20I-Serie mit 4−1.

## Vorgeschichte
Für beide Mannschaften war es die erste Tour der Saison. Das letzte Aufeinandertreffen der beiden Mannschaften bei einer Tour fand in der Saison 2022/23 in Indien statt. Die Tour wurde zwischenzeitig durch den Cricket World Cup 2023 unterbrochen.

## Stadien
Die folgenden Stadien wurden für die Tour als Austragungsort vorgesehen.
| Stadion                                                  | Stadt              | Kapazität | Spiele |
| -------------------------------------------------------- | ------------------ | --------- | ------ |
| M. Chinnaswamy Stadium                                   | Bengaluru          | 33.800    | 5. T20 |
| Assam Cricket Association Stadium                        | Guwahati           | 50.000    | 3. T20 |
| Holkar Stadium                                           | Indore             | 30.000    | 2. ODI |
| Punjab Cricket Association Stadium                       | Mohali             | 35.000    | 1. ODI |
| Shaheed Veer Narayan Singh International Cricket Stadium | Raipur             | 65.000    | 4. T20 |
| Saurashtra Cricket Association Stadium                   | Rajkot             | 28.000    | 3. ODI |
| Greenfield International Stadium                         | Thiruvananthapuram | 50.000    | 2. T20 |
| ACA-VDCA Cricket Stadium                                 | Visakhapatnam      | 30.000    | 1. T20 |

## Kaderlisten
Australien benannte seinen ODI-Kader am 17. September und seinen Twenty20-Kader am 28. Oktober 2023.
Indien benannte seinen ODI-Kader am 18. September 2023 und seinen Twenty20-Kader am 20. November 2023.
| ODI | ODI | Twenty20 | Twenty20 |
| Indien | Australien | Indien | Australien |
| --- | --- | --- | --- |
| - KL Rahul (K, wk) - Rohit Sharma (K) - Ravindra Jadeja (VK) - Hardik Pandya (VK) - Ravichandran Ashwin - Jasprit Bumrah - Ruturaj Gaikwad - Shubman Gill - Shreyas Iyer - Ishan Kishan (wk) - Virat Kohli - Prasidh Krishna - Mukesh Kumar - Axar Patel - Mohammad Shami - Mohammed Siraj - Washington Sundar - Shardul Thakur - Tilak Varma - Kuldeep Yadav - Suryakumar Yadav | - Pat Cummins (K) - Sean Abbott - Alex Carey (wk) - Nathan Ellis - Cameron Green - Josh Hazlewood - Josh Inglis (wk) - Spencer Johnson - Marnus Labuschagne - Mitchell Marsh - Glenn Maxwell - Tanveer Sangha - Matthew Short - Steve Smith - Mitchell Starc - Marcus Stoinis - David Warner - Adam Zampa | - Suryakumar Yadav (K) - Ruturaj Gaikwad (VK) - Shreyas Iyer (VK) - Ravi Bishnoi - Deepak Chahar - Shivam Dube - Yashasvi Jaiswal - Avesh Khan - Ishan Kishan (wk) - Prasidh Krishna - Mukesh Kumar - Axar Patel - Jitesh Sharma (wk) - Arshdeep Singh - Rinku Singh - Washington Sundar - Tilak Varma | - Matthew Wade (K) - Sean Abbott - Jason Behrendorff - Tim David - Ben Dwarshuis - Nathan Ellis - Chris Green - Aaron Hardie - Travis Head - Josh Inglis (wk) - Spencer Johnson - Glenn Maxwell - Ben McDermott - Josh Philippe - Kane Richardson - Tanveer Sangha - Matthew Short - Steve Smith - Marcus Stoinis - David Warner - Adam Zampa |

## One-Day Internationals

### Erstes ODI in Mohali
| 22. September Scorecard | Mohali | Australien 276 (50)          | – | Indien 281-5 (48.4) |
|                         |        | Indien gewinnt mit 5 Wickets |   |                     |

Indien gewann den Münzwurf und entschied sich als Feldmannschaft zu beginnen. Für Australien bildete der Eröffnungs-Batter David Warner zusammen mit dem dritten Schlagmann Steve Smith eine Partnerschaft. Warner erreichte eine Fifty über 52 Runs und Smith 41 Runs. Daraufhin kamen Marnus Labuschagne und Cameron Green ins Spiel. Nachdem Labuschagne nach 39 Runs sein Wicket verloren hatte, folgte ihm Josh Inglis. Green schied nach 31 Runs aus und wurde durch Marcus Stoinis ersetzt, der 29 Runs erreichte. Nachdem auch Inglis nach 45 Runs sein Wicket verloren hatte, konnte Pat Cummins mit 21* Runs die Vorgabe auf 277 Runs erhöhen. Bester indischer Bowler war Mohammed Shami mit 5 Wickets für 51 Runs. Für Indien bildeten die Eröffnungs-Batter Ruturaj Gaikwad und Shubman Gill eine Partnerschaft. Gaikwad gelang dabei ein Fifty über 71 Runs und auch Gill erzielte 74 Runs. In der Folge etablierte sich KL Rahul, an dessen Seite Ishan Kishan 18 und Suryakumar Yadav ein Fifty über 50 Runs erreichten. Rahul konnte dann mit ungeschlagenen 58* Runs die Vorgabe im vorletzten Over einholen. Bester australischer Bowler war Adam Zampa mit 2 Wickets für 57 Runs. Als Spieler des Spiels wurde Mohammed Shami ausgezeichnet.

### Zweites ODI in Indore
| 24. September Scorecard | Indore | Indien 399-5 (50)                       | – | Australien 217 (28.2/33) |
|                         |        | Indien gewinnt mit 99 Runs (D/L method) |   |                          |

Australien gewann den Münzwurf und entschied sich als Feldmannschaft zu beginnen. Für Indien bildete der Eröffnungs-Batter Shubman Gill zusammen mit dem dritten Schlagmann Shreyas Iyer eine Partnerschaft, die kurz von einem Regenschauer unterbrochen wurde. Iyer schied nach einem Century über 105 Runs aus 90 Bällen aus und wurde gefolgt durch KL Rahul. Gill verlor sein Wicket ebenfalls nach einem Century über 104 Runs aus 97 Bällen und wurde durch Ishan Kishan ersetzt, der 31 Runs erzielte. Rahul erreichte in der Partnerschaft zusammen mit Suryakumar Yadav sein Fifty und schied nach 52 Runs aus, bevor Yadav zusammen mit Ravindra Jadeja das Innings beendete. Yadav erreichte dabei ein Half-Century über 72* Runs, jadeja 13* Runs. Bester australischer Bowler war Cameron Green mit 2 Wickets für 103 Runs. Für Australien formte Eröffnungs-Batter David Warner zusammen mit dem vierten Schlagmann Marnus Labuschagne eine Partnerschaft. Auf Grund von Regenfällen wurde das Spiel unterbrochen und beim Wiederbeginn auf 33 Over verkürzt. Labuschagne schied nach 27 Runs aus und Warner nach einem Fifty über 53 Runs. Daraufhin kamen Alex Carey und Cameron Green aufs Feld. Carey erreichte 14 und Green 19 Runs, bevor sich Sean Abbott etablierte. An der Seite von Abbott erreichte Josh Hazlewood 23 Runs, bevor Abbott nach einem Fifty über 54 Runs das letzte Wicket der australischen Mannschaft verlor. Beste indische Bowler waren Ravichandran Ashwin mit 3 Wickets für 41 Runs und Ravindra Jadeja mit 3 Wickets für 42 Runs. Als Spieler des Spiels wurde Shreyas Iyer ausgezeichnet.

### Drittes ODI in Rajkot
| 27. September Scorecard | Rajkot | Australien 352-7 (50)          | – | Indien 286 (49.4) |
|                         |        | Australien gewinnt mit 66 Runs |   |                   |

Australien gewann den Münzwurf und entschied sich als Schlagmannschaft zu beginnen. Für sie bildeten die Eröffnungs-Batter David Warner und Mitchell Marsh eine Partnerschaft. Warner erreichte ein Fifty über 56 Runs und wurde durch Steve Smith ersetzt. Marsh verlor sein Wicket nach einem Half-Century über 96 Run s und wurde gefolgt durch Marnus Labuschagne. Nachdem Smith nach einem Fifty über 74 Runs ausgeschieden war, erzielte Alex Carey. Nachdem Pat Cummins aufs Feld gekommen war, schied auch Labuschagne nach 72 Runs aus und Cummins beendete das Innings ungeschlagen mit 19* Runs und einer Vorgabe von 353 Runs für Indien. Bester indischer Bowler war Jasprit Bumrah mit 3 Wickets für 81 Runs. Für Indien begannen Rohit Sharma und Washington Sundar. Sundar verlor sein Wicket nach 18 Runs und wurde gefolgt durch Virat Kohli. Sharma erreichte ein Fifty über 81 Runs und wurde ersetzt durch Shreyas Iyer. Nachdem Kohli nach einem Half-Century über 56 Runs ausgeschieden war, folgte ihm KL Rahul, der 26 runs erreichte. Nachdem sich Ravindra Jadeja etablierte verlor auch Iyer nach 48 Runs sein Wicket. Jadeja konnte 35 Runs erzielen, was jedoch nicht ausreichte, um die Vorgabe zu gefährden. Bester australischer Bowler war Glenn Maxwell mit 4 Wickets für 40 Runs. Als Spieler des Spiels wurde Glenn Maxwell ausgezeichnet.

## Twenty20 Internationals

### Erstes Twenty20 in Visakhapatnam
| 23. November Scorecard | Visakhapatnam | Australien 208-3 (20)        | – | Indien 209-8 (19.5) |
|                        |               | Indien gewinnt mit 2 Wickets |   |                     |

Indien gewann den Münzwurf und entschied sich als Feldmannschaft zu beginnen. Für Australien begannen die Eröffnungs-Batter Steve Smith und Matthew Short. Short scheid nach 13 Runs aus und wurde gefolgt durch Josh Inglis. Smith gelang ein Fifty über 52 Runs und Inglis erreichte ein Century über 110 Runs aus 50 Runs. Tim David konnte mit ungeschlagenen 19* Runs die Vorgabe auf 209 Runs erhöhen. Die indischen Wickets erzielten Prasidh Krishna und Ravi Bishnoi. Für Indien bildete Eröffnungs-Batter Yashasvi Jaiswal mit dem dritten Schlagmann Ishan Kishan eine Partnerschaft. Jaiswal erzielte 21 Runs und wurde gefolgt durch Suryakumar Yadav. Kishan gelang ein Fifty über 58 Runs und nachdem Tilak Varma 12 Runs erreichte, kam Rinku Singh aufs Feld. Yadav verlor sein Wicket nach einem Fifty über 80 Runs und Singh konnte dann zwei Bälle vor Schluss die Vorgabe nach 22* Runs einholen. Bester australischer Bowler war Tanveer Sangha mit 2 Wickets für 47 Runs. Als Spieler des Spiels wurde Suryakumar Yadav ausgezeichnet.

### Zweites Twenty20 in Thiruvananthapuram
| 26. November Scorecard | Thiruvananthapuram | Indien 235-4 (20)          | – | Australien 191-9 (20) |
|                        |                    | Indien gewinnt mit 44 Runs |   |                       |

Australien gewann den Münzwurf und entschied sich als Feldmannschaft zu beginnen. Für Indien formten die Eröffnungs-Batter Yashasvi Jaiswal und Ruturaj Gaikwad eine Partnerschaft. Jaiswal erreichte ein Fifty über 53 Runs und wurde durch Ishan Kishan ersetzt, dem ein Fifty über 52 Runs gelang. Der hineinkommende Suryakumar Yadav konnte dann 19 Runs erzielen, woraufhin Rinku Singh ins Spiel kam. Gaikward schied dann nach einem Fifty über 58 Runs aus und Singh erhöhte die Vorgabe mit 31* Runs auf 236 Runs. Bester australischer Bowler war Nathan Ellis mit 3 Wickets für 45 Runs. Für Australien bildeten die Eröffnungs-Batter Steve Smith und Matthew Short eine Partnerschaft. Short erreichte 19 Runs und der hineinkommende Glenn Maxwell konnte 12 Runs erzielen. Daraufhin schied Smith nach 19 Runs aus und Marcus Stoinis bildete zusammen mit Tim David eine Partnerschaft. David erreichte 37 Runs und wurde gefolgt durch Matthew Wade. Stoinis verlor sein Wicket nach 45 Runs. Wade beendete das Innings ungeschlagen mit 42* Runs, was jedoch nicht reichte um die Vorgabe einzuholen. Beste indische Bowler waren Axar Patel mit 3 Wickets für 32 Runs und Ravi Bishnoi mit 3 Wickets für 41 Runs. Als Spieler des Spiels wurde Yashasvi Jaiswal ausgezeichnet.

### Drittes Twenty20 in Guwahati
| 28. November Scorecard | Guwahati | Indien 222-3 (20)                | – | Australien 225-5 (20) |
|                        |          | Australien gewinnt mit 5 Wickets |   |                       |

Australien gewann den Münzwurf und entschied sich als Feldmannschaft zu beginnen. Für Indien konnte Eröffnungs-Batter Ruturaj Gaikwad zusammen mit dem vierten Schlagmann Suryakumar Yadav eine Partnerschaft formen. Yadav schied nach 39 Runs aus und zusammen mit Tilak Varma beendete Gaikward dann das Innings ungeschlagen und erhöhte die Vorgabe auf 223 Runs. Gaikward erreichte dabei ein Century über 123* Runs aus 57 Bällen und Varma 31* Runs. Die australischen Wickets erzielten Jason Behrendorff, Kane Richardson und Aaron Hardie. Für Australien bildeten die Eröffnungs-Batter Travis Head und Aaron Hardie eine Partnerschaft. Hardie erreichte 16 Runs und nachdem Josh Iglis ins Spiel kam, schied Head nach 35 Runs aus. Daraufhin folgte ihm Glenn Maxwell und Iglis verlor sein Wicket nach 10 Runs. An der Seite von Maxwell erreichte Marcus Stoinis 17 Runs, bevor Matthew Wade ins Spiel kam und zusammen mit Maxwell die Vorgabe einholen konnte. Maxwell erzielte dabei ein Century über 104* Runs aus 48 Bällen und Wade 28* Runs. Bester indischer Bowler war Ravi Bishnoi mit 2 Wickets für 32 Runs. Als Spieler des Spiels wurde Glenn Maxwell ausgezeichnet.

### Viertes Twenty20 in Raipur
| 1. Dezember Scorecard | Raipur | Indien 174-9 (20)          | – | Australien 154-7 (20) |
|                       |        | Indien gewinnt mit 20 Runs |   |                       |

Australien gewann den Münzwurf und entschied sich als Feldmannschaft zu beginnen. Für Indien bildeten die Eröffnungs-Batter Yashasvi Jaiswal und Ruturaj Gaikwad eine Partnerschaft. Jaiswal erreichte 37 Runs und nachdem Rinku Singh ins Spiel kam, schied auch Gaikwad nach 32 Runs aus. An der Seite von Singh erreichte Jitesh Sharma 35 Runs, bevor kurz drauf auf Singh nach 46 Runs ausschied. Bester australischer Bowler war Ben Dwarshuis mit 3 Wickets für 40 Runs. Für Australien erzielte Travis Head 31 Runs, bevor Ben McDermott und Tim David eine Partnerschaft formten. McDermott schied nach 19 Runs aus, woraufhin Matthew Short aufs Feld kam. David gelangen ebenfalls 19 Runs und wurde gefolgt durch Matthew Wade. Short schied daraufhin nach 22 Runs aus, während Wade ungeschlagen das Innings mit 36* Runs beendete, was jedoch nicht reichte um die Vorgabe einzuholen. Bester indischer Bowler war Axar Patel mit 3 Wickets für 16 Runs. Als Spieler des Spiels wurde Axar Patel ausgezeichnet.

### Fünftes Twenty20 in Bengaluru
| 3. Dezember Scorecard | Bengaluru | Indien 160-8 (20)         | – | Australien 154-8 (20) |
|                       |           | Indien gewinnt mit 6 Runs |   |                       |

Australien gewann den Münzwurf und entschied sich als Feldmannschaft zu beginnen. Indien begann mit Yashasvi Jaiswal und Ruturaj Gaikwad. Jaiswal gelangen 21 Runs und kurz darauf schied auch Gaikward nach 10 Runs aus, bevor sich Shreyas Iyer etablierte. An der Seite von Iyer erreichte Jitesh Sharma 24 und Axar Patel 31 Runs, bevor auch Iyer nach einem Fifty über 53 Runs ausschied. Beste australische Bowler waren Ben Dwarshuis mit 2 Wickets für 30 Runs und Jason Behrendorff mit 2 Wickets für 38 Runs. Für Australien bildete Eröffnungs-Batter Travis Head zusammen mit dem dritten Schlagmann Ben McDermott eine Partnerschaft. head erreichte 28 Runs und der hineinkommende Tim David erzielte 17 Runs. Nachdem Matthew Short ins Spiel kam, schied McDermott nach einem Fifty über 54 Runs aus. Dieser wurde durch Matthew Wade ersetzt. Short gelangen 16 Runs und Wade schied im letzten Over nach 22 Runs aus, so dass die Vorgabe nicht mehr eingeholt werden konnte. Bester indischer Bowler war Mukesh Kumar mit 3 Wickets für 32 Runs. Als Spieler des Spiels wurde Axar Patel ausgezeichnet.

## Auszeichnungen

### Player of the Series
Als Player of the Series wurden der folgende Spieler ausgezeichnet.
| Serie    | Player of the Series |
| -------- | -------------------- |
| ODI      | Shubman Gill         |
| Twenty20 | Ravi Bishnoi         |

### Player of the Match
Als Player of the Match wurden die folgenden Spieler ausgezeichnet.
| Spiel       | Player of the Match |
| ----------- | ------------------- |
| 1. ODI      | Mohammed Shami      |
| 2. ODI      | Shreyas Iyer        |
| 3. ODI      | Glenn Maxwell       |
| 1. Twenty20 | Suryakumar Yadav    |
| 2. Twenty20 | Yashasvi Jaiswal    |
| 3. Twenty20 | Glenn Maxwell       |
| 4. Twenty20 | Axar Patel          |
| 5. Twenty20 | Axar Patel          |

## Statistiken
Die folgenden Cricketstatistiken wurden bei dieser Tour erzielt.

### ODIs
| ODIs                | ODIs       | ODIs    | ODIs    | ODIs    | ODIs    | ODIs    | ODIs    | ODIs    |
| Batting             | Batting    | Batting | Batting | Batting | Batting | Batting | Batting | Batting |
| Spieler             | Mannschaft | Spiele  | Innings | Runs    | Average | HS      | 100s    | 50s     |
| ------------------- | ---------- | ------- | ------- | ------- | ------- | ------- | ------- | ------- |
| Shubman Gill        | Indien     | 2       | 2       | 178     | 89,00   | 104     | 1       | 1       |
| David Warner        | Australien | 3       | 3       | 161     | 53,66   | 56      | 0       | 3       |
| Shreyas Iyer        | Indien     | 3       | 3       | 156     | 52,00   | 105     | 1       | 0       |
| Marnus Labuschagne  | Australien | 3       | 3       | 138     | 46,00   | 72      | 0       | 1       |
| KL Rahul            | Indien     | 3       | 3       | 136     | 68,00   | 58*     | 0       | 2       |
| Bowling             |            |         |         |         |         |         |         |         |
| Spieler             | Mannschaft | Spiele  | Overs   | Wickets | Average | BBI     | 5W      | 10W     |
| Mohammed Shami      | Indien     | 2       | 16.0    | 6       | 15,00   | 5/51    | 1       | 0       |
| Glenn Maxwell       | Australien | 1       | 10.0    | 4       | 10,00   | 4/40    | 0       | 0       |
| Ravichandran Ashwin | Indien     | 2       | 17.0    | 4       | 22,00   | 3/41    | 0       | 0       |
| Jasprit Bumrah      | Indien     | 2       | 20.0    | 4       | 31,00   | 3/81    | 0       | 0       |
| Ravindra Jadeja     | Indien     | 3       | 25.2    | 4       | 38,50   | 3/42    | 0       | 0       |

### Twenty20s
| Twenty20s         | Twenty20s  | Twenty20s | Twenty20s | Twenty20s | Twenty20s | Twenty20s | Twenty20s | Twenty20s |
| Batting           | Batting    | Batting   | Batting   | Batting   | Batting   | Batting   | Batting   | Batting   |
| Spieler           | Mannschaft | Spiele    | Innings   | Runs      | Average   | HS        | 100s      | 50s       |
| ----------------- | ---------- | --------- | --------- | --------- | --------- | --------- | --------- | --------- |
| Ruturaj Gaikwad   | Indien     | 5         | 5         | 223       |           | 123*      | 1         | 1         |
| Suryakumar Yadav  | Indien     | 5         | 5         | 144       |           | 80        | 0         | 1         |
| Yashasvi Jaiswal  | Indien     | 5         | 5         | 138       |           | 53        | 0         | 1         |
| Matthew Wade      | Australien | 5         | 4         | 128       |           | 42*       | 0         | 0         |
| Josh Inglis       | Australien | 3         | 3         | 122       |           | 110       | 1         | 0         |
| Bowling           |            |           |           |           |           |           |           |           |
| Spieler           | Mannschaft | Spiele    | Overs     | Wickets   | Average   | BBI       | 5W        | 10W       |
| Ravi Bishnoi      | Indien     | 5         | 20.0      | 9         | 18,22     | 3/32      | 0         | 0         |
| Jason Behrendorff | Australien | 4         | 16.0      | 6         | 17,83     | 2/32      | 0         | 0         |
| Axar Patel        | Indien     | 5         | 20.0      | 6         | 20,66     | 3/16      | 0         | 0         |
| Ben Dwarshuis     | Australien | 2         | 8.0       | 5         | 14,00     | 3/40      | 0         | 0         |
| Tanveer Sangha    | Australien | 5         | 20.0      | 5         | 35,80     | 2/30      | 0         | 0         |